# South Hempstead
South Hempstead és una concentració de població designada pel cens dels Estats Units a l'estat de Nova York. Segons el cens del 2000 tenia 3.188 habitants.

## Demografia
Segons el cens del 2000, South Hempstead tenia 3.188 habitants, 1.044 habitatges, i 842 famílies. La densitat de població era de 2.086,3 habitants per km².
Dels 1.044 habitatges en un 39,9% hi vivien nens de menys de 18 anys, en un 65,8% hi vivien parelles casades, en un 11,6% dones solteres, i en un 19,3% no eren unitats familiars. En el 15,5% dels habitatges hi vivien persones soles el 8% de les quals corresponia a persones de 65 anys o més que vivien soles. El nombre mitjà de persones vivint en cada habitatge era de 3,05 i el nombre mitjà de persones que vivien en cada família era de 3,4.
Per edats la població es repartia de la següent manera: un 27,1% tenia menys de 18 anys, un 6,5% entre 18 i 24, un 29,1% entre 25 i 44, un 24,1% de 45 a 60 i un 13,2% 65 anys o més.
L'edat mediana era de 38 anys. Per cada 100 dones de 18 o més anys hi havia 90,3 homes.
La renda mediana per habitatge era de 78.130 $ i la renda mediana per família de 85.259 $. Els homes tenien una renda mediana de 60.057 $ mentre que les dones 40.599 $. La renda per capita de la població era de 32.534 $. Entorn de l'1,8% de les famílies i el 2,4% de la població estaven per davall del llindar de pobresa.